# Hatha Karunaratne
Pour les articles homonymes, voir Karunaratne.
Hatha Karunaratne est un boxeur srilankais né le 21 octobre 1941 à Karawanella dans la province de Sabaragamuwa et mort en août 1983 à Palali. Il a participé à l'épreuve masculine des poids mi-mouches aux Jeux olympiques d'été de 1968. 

## Biographie
Second d'une famille de onze enfants et fils d'un connétable de la police nationale, Hatha rejoint après ses études l'armée en janvier 1962 et commence à être initié à la boxe. Il remporte la même année les championnats militaires inter armées en poids pailles puis le titre national en 1965 dans cette catégorie. En 1967, il devient champion d'Asie sur ses terres à Colombo en poids mi-mouches et se qualifie pour les Jeux olympiques l'année suivante à Mexico. Hatha Karunaratne remporte à cette occasion son premier combat contre le Birman Thet U Lai puis s'incline en quart de finale face au Vénézuélien Francisco Rodriguez, futur vainqueur du tournoi.